# Julia Clark
Julia Clark (1880 - 17 de junio de 1912) fue la tercera mujer en recibir una licencia de piloto en mayo de 1912 del Aero Club of America, y aunque era británica, fue la primera mujer piloto en morir en un accidente aéreo en Estados Unidos.
Clark nació en Londres y emigró a Estados Unidos, se nacionalizó, contrajo matrimonio y se estableció en Denver. Clark se inscribió en Curtiss Flying School en North Island en San Diego, y como Scoot, piloteó un avión Curtiss (avión) y se unió al equipo de exhibiciones de la escuela. El 17 de junio de 1912 decidió hacer un vuelo de prueba al atardecer en Springfield, Illinois. La visibilidad era pobre y en el despegue, un ala quedó atascada en la copa de un árbol, y el avión, un Curtiss Modelo D, cayó al suelo y dejó bajo los escombros a Clark. Ella fue la primera estadounidense en morir en un accidente aéreo, precediendo a Harriet Quimby por dos semanas.